# 精子银行
精子银行（英語：Sperm bank）是保存年轻男性精子的储存机构，精子放入银行暂时贮存，以备自己今后使用，或捐献他人使用。适用者包括夫妻两地分居者、少精症者或取精困难者、患病者、暂时不生育者、单身女性、同性恋人士、瀕臨絕種動物等。